# Меджибізька селищна територіальна громада
Меджибізька селищна територіальна громада — територіальна громада в Україні, в Хмельницькому районі Хмельницької області. Центр — селище Меджибіж.
Площа громади — 319,39 км², населення — 7924 мешканці (2018).
Утворена 13 серпня 2015 року шляхом об'єднання Меджибізької селищної ради та Волосовецької, Голосківської, Митковецької, Требуховецької, Шрубківської, Ярославської сільських рад Летичівського району.

## Населені пункти
До складу громади входять 12 населених пунктів — 1 смт і 11 сіл:
| Населений пункт | Населення (2015) |
| --------------- | ---------------- |
| Меджибіж        | 1400             |
| Требухівці      | 1316             |
| Голосків        | 1309             |
| Лисогірка       | 910              |
| Ставниця        | 875              |
| Головчинці      | 690              |
| Ярославка       | 625              |
| Шрубків         | 484              |
| Митківці        | 434              |
| Волосівці       | 415              |
| Западинці       | 281              |
| Русанівці       | 221              |